# 特維雷伊塔冰磧
71°55′S 14°37′E / 71.917°S 14.617°E
特維雷伊塔冰磧，是南極洲的冰磧，位於毛德皇后地的阿斯特里德公主海岸，處於門捷列夫冰川東部，長9公里，根據挪威探險隊的測量和拍攝的空中照片繪入地圖，現時由南極條約體系管理。